# Claudia Quinta (I sec. a.C.)
Claudia Quinta (Roma, 89 a.C. – ...) è stata una donna romana, prima moglie di Lucio Licinio Lucullo.

## Biografia
Ultima figlia di Appio Claudio Pulcro console nel 79 a.C. e di Cecilia Metella Balearica Minore, sorella di Publio Clodio Pulcro e moglie del Lucio Licinio Lucullo. Oltre al tribuno della plebe Clodio e a due fratelli Appio Claudio e Gaio Claudio, aveva due sorelle maggiori: Claudia Terzia, moglie di Quinto Marcio Re, e Clodia moglie di Quinto Cecilio Metello Celere.
Sposò Lucullo all'inizio del 75 a.C. e il marito rinunciò alla dote per venire incontro alla disastrata situazione economica alla quale era costretta la famiglia di Claudia dopo l'improvvisa morte di suo padre (Varrone, Res Rusticae, III 16, 2)
Nel giro di pochi anni Claudia partorì due figli, Lucio Licinio Lucullo il giovane e una figlia, Licinia che in seguito avrebbe sposato Lucio Cecilio Metello, tribuno della plebe nel 49 a.C. Di ritorno dalle campagne in Oriente nel 66 a.C. Lucullo volle divorziare dalla moglie a causa dei suoi molti tradimenti durante la lunga assenza.

## Fonti
- Plutarco, Vita di Lucullo, 38,1.
- Marco Terenzio Varrone, De re rustica, III 16,2.